# Zamarra
Zamarra là một đô thị ở tỉnh Salamanca, tây Tây Ban Nha, thuộc cộng đồng tự trị Castile-Leon. Đô thị này có cự ly 100 so với tỉnh lỵ Salamanca với dân số năm 2008 là 129 người. Đô thị này có diện tích 47,88 km². Zamarra nằm ở khu vực có độ cao 778 mét trên mực nước biển.
Mã số bưu chính là 37591.
Đô thị Zamarra có một làng Villarejo với 25 dân.